# Tournoi de Hastings
Pour les articles homonymes, voir Hastings.
Le tournoi d’échecs de Hastings (en anglais : Hastings International Chess Congress) est un tournoi d'échecs annuel qui se déroule à Hastings à la fin de l'année et au début de l'année suivante. Le tournoi principal est le Hastings Premier, dans lequel dix à seize joueurs s'affrontent dans un tournoi toutes-rondes. En 2004-2005, le tournoi était à élimination directe, tandis que depuis 2006, il s'agit d'un système suisse. Il existe aussi un tournoi d'accession (Challengers section), ouvert à tous les joueurs. Le gagnant du tournoi accession est invité au tournoi Premier l'année suivante.
En plus du tournoi international à Noël, Hastings a aussi accueilli d'autres tournois à différentes périodes de l'année, notamment le tournoi d'été. Le tournoi d'été plus connu est le tournoi de Hastings 1895 auquel participaient le champion du monde (Emanuel Lasker), son prédécesseur (Wilhelm Steinitz) et pratiquement tous les meilleurs joueurs de l'époque.

## Champions et championnes du monde ayant participé aux tournois de Hastings
Tous les champions du monde jusqu'à Anatoli Karpov, à l'exception notable de Bobby Fischer, ont joué à Hastings :
- Wilhelm Steinitz (en 1895),
- Emanuel Lasker (en 1895),
- José Raúl Capablanca (en 1919, 1929-1930, 1930-1931 et 1934-1935),
- Alexandre Alekhine (en 1922, 1925-1926, 1933-1934 et 1936-1937),
- Max Euwe (en 1923-1924, 1930-1931, 1931-1932, 1934-1935, 1945-1936 et 1949-1950),
- Mikhaïl Botvinnik (en 1934-1935, 1961-1962 et 1966-1967),
- Vassily Smyslov (en 1954-1955, 1962-1963 et 1968-1969),
- Mikhaïl Tal (en 1963-1964 et 1973-1974),
- Tigran Petrossian (en 1977-1978),
- Boris Spassky (en 1965-1966),
- Anatoli Karpov (en 1971-1972).

Les seuls champions du monde en titre à avoir participé au tournoi sont Lasker en 1895, Alekhine en 1933-1934 et Botvinnik en 1961-1962,.
Vera Menchik (Tchécoslovaquie), qui est la première championne du monde, est aussi la première femme à jouer dans la section Premier, et participa à sept tournois entre 1929-1930 et 1936-1937.
En 1963-1964 Nona Gaprindashvili (URSS) remporta le tournoi « accession » alors qu'elle était également championne du monde, accédant ainsi au tournoi Premier l'année suivante. En 1964-1965 elle marqua 5/9 et se classa cinquième, battant tous les maîtres britanniques présents,.
Judit Polgar est la seule joueuse à avoir remporté le tournoi (en 1992-1993, ex æquo avec Bareïev).

## Variante de Hastings
La variante de Hastings du gambit dame refusé doit son nom à la partie Victor Berger - George Alan Thomas, Hastings 1926-1927, qui débute comme ceci : 1.d4 d5 2.c4 e6 3.Cf3 Cf6 4.Fg5 h6 5.Fxf6 Dxf6 6.Cc3 c6 7.Db3.

## Histoire du tournoi de Noël
Le tournoi s'est tenu dans les bâtiments de la mairie de 1921 à 1929. En 1930, il se tient à l'hôtel Waverley, de 1931 à 1953 c'est le Pavillon White Rock qui est retenu, de 1954 à 1965 c'est le Sun Lounge, St. Leonards-on-Sea, et en 1966 il a lieu à Falaise Hall, White Rock Gardens.
Jusu'en 1967, excepté en 1920-1921, 19222-1923, 1924-1925 et pendant la Seconde Guerre mondiale, les tournois se poursuivirent avec dix participants, dont la moitié de Britanniques. En 1968, le nombre de joueurs fut porté à douze, et à seize en 1971.
Au début, le tournoi était financé par des dons privés et une bourse de la Hastings Corporation, mais un mécénat commercial est devenu nécessaire. Les éditions de 1967 et de 1969 sont sponsorisées par le journal the Times  et les sociétés St Leonard et Hastings.
Cela permit l'augmentation des prix à la fois pour le tournoi Premier et le tournoi accession, avec des prix en espèces de £250 à £25 pour les quatre premiers, et un bonus de £5 par victoire. Dans le tournoi accession, les prix sont de £100 à £10 pour le 5e avec un bonus de £20 pour le premier Britannique. Les participants au tournoi sur invitation voient leurs frais remboursés. Le prix d'entrée pour la section d'accès est de £4, et les 32 joueurs participants sont sélectionnés parmi les inscriptions reçues.
Zetters International Pools fut le sponsor en 1975 et Ladbrokes en 1976, il y eut également Jim Slater, W. R. Morry, et les amis des échecs.

## Palmarès du tournoi de Noël (tournoiPremierouMasters)

### Multiples vainqueurs
L'année indiquée est celle du Noël.
5 titres :
- Svetozar Gligorić (en 1951, 1956, 1959, 1960 et 1962)

4 titres consécutifs
- Salo Flohr (en 1931, 1932, 1933, et 1934)

4 titres :
- Xavier Tartakover (en 1924, 1926, 1927 et 1945)
- László Szabó (en 1938, 1947, 1949 et 1973)

3 titres consécutifs
- Ulf Andersson (en 1978, 1979 et 1980)
- Ievgueni Bareïev (en 1990, 1991 et 1992)
- Valeri Neverov (en 2005, 2006 et 2007)

3 titres :
- Max Euwe (en 1923, 1930, 1934),
- Paul Keres (en 1954, 1957 et 1964)
- Bent Larsen (en 1956, 1972 et 1986)
- Wolfgang Uhlmann (en 1958, 1965 et 1975)
- Vlastimil Hort (en 1967, 1973 et 1975)
- John Nunn (en 1979, 1993 et 1996)
- Mark Hebden (en 1996, 2009 et 2013)
- Deep Sengupta (en 2010, 2016 et 2017)

2 titres consécutifs
- Lajos Portisch (en 1969 et 1970)
- Nigel Short (en 1987 et 1988)
- Krishnan Sasikiran (en 2000 et 2001)

2 titres :
- Alexandre Alekhine (en 1925 et 1936)
- C. H. O'D. Alexander (en 1946 et 1953)
- David Bronstein[8] (en 1953 et 1975)
- Vassily Smyslov (en 1954 et 1968)
- Viktor Kortchnoï (en 1955 et 1971)
- Mikhaïl Botvinnik (en 1961 et 1966)
- Mikhaïl Tal (en 1963 et 1973)
- Jonathan Speelman (en 1983 et 1986)
- Stuart Conquest (en 1995 et 2000)
- Jahongir Vakhidov (en 2013 et 2015)

### 1920-1940
Le premier tournoi de Noël en 1920-1921 est un tournoi à deux tours avec quatre champions de Grande-Bretagne. Il est remporté par Frederick Yates 4/6 devant Roland  Scott 3,5, Henry Atkins 3 et Richard Griffith 1,5.
En 1921-1922, au deuxième tournoi, les participants sont toujours presque exclusivement britanniques. Le seul étranger est Borislav Kostic (Yougoslavie), qui le remporte avec un score parfait 7/7.
Le quatrième tournoi (1923-1924) commence à devenir un réel tournoi international avec quatre étrangers parmi les dix participants (Euwe, Maroczy, Colle et Seitz). Max Euwe (Pays-Bas) le remporte avec 7,5/9. 
| Édition | Année     | Vainqueur(s)                             | Deuxième(s)                         |
| ------- | --------- | ---------------------------------------- | ----------------------------------- |
| 1       | 1920-1921 | Frederick Yates                          | Ronald Scott                        |
| 2       | 1921-1922 | Borislav Kostić                          | Hubert Price                        |
| 3       | 1922-1923 | Akiba Rubinstein                         | Richard Réti Bruno Siegheim         |
| 4       | 1923-1924 | Max Euwe                                 | Geza Maroczy                        |
| 5       | 1924-1925 | Géza Maróczy Xavier Tartakover           |                                     |
| 6       | 1925-1926 | Alexandre Alekhine Milan Vidmar          |                                     |
| 7       | 1926-1927 | Xavier Tartakover                        | Edgar Colle                         |
| 8       | 1927-1928 | Xavier Tartakover                        | Lajos Steiner                       |
| 9       | 1928-1929 | Edgar Colle Frank Marshall Sándor Takács |                                     |
| 10      | 1929-1930 | José Raúl Capablanca                     | Milan Vidmar                        |
| 11      | 1930-1931 | Max Euwe                                 | José Raúl Capablanca                |
| 12      | 1931-1932 | Salo Flohr                               | Isaac Kashdan                       |
| 13      | 1932-1933 | Salo Flohr                               | Vasja Pirc                          |
| 14      | 1933-1934 | Salo Flohr                               | Alexandre Alekhine Andor Lilienthal |
| 15      | 1934-1935 | Max Euwe George Alan Thomas Salo Flohr   |                                     |
| 16      | 1935-1936 | Reuben Fine                              | Salo Flohr                          |
| 17      | 1936-1937 | Alexandre Alekhine                       | Reuben Fine                         |
| 18      | 1937-1938 | Samuel Reshevsky                         | C. H. O'D. Alexander Paul Keres     |
| 19      | 1938-1939 | László Szabó                             | Max Euwe                            |
| 20      | 1939-1940 | Frank Parr                               | William Ritson                      |

### 1945-1975
L'édition de 1961-1962 voit le retour du champion du monde Mikhaïl Botvinnik, pour la première fois depuis 1934-1935. Le tournoi de 1934-1935 était le premier de Botvinnik en dehors de l'Union soviétique et il avait terminé à une décevante 5e place derrière George Alan Thomas, Max Euwe, et Salo Flohr qui étaient premiers ex æquo, ainsi que Capablanca qui était quatrième. Lors de sa deuxième participation, en janvier 1962, Botvinnik termine invaincu, gagnant sept parties et en annulant deux pour finir premier avec 8/9. Svetozar Gligorić est 2e avec 6 / 9, Salo Flohr 3e avec 5,5 / 9 et Arthur Bisguier et Jonathan Penrose 4e-5e avec 5 points sur 9,. Cinq ans plus tard, Botvinnik remporte le tournoi une deuxième fois en 1966-1967.
| Édition | Année     | Vainqueur(s)                                                   | Deuxième(s)                                                                        |
| ------- | --------- | -------------------------------------------------------------- | ---------------------------------------------------------------------------------- |
| 21      | 1945-1946 | Xavier Tartakover                                              | Folke Ekström                                                                      |
| 22      | 1946-1947 | C. H. O'D. Alexander                                           | Xavier Tartakover                                                                  |
| 23      | 1947-1948 | László Szabó                                                   | Henri Grob Willem Muhring George Alan Thomas                                       |
| 24      | 1948-1949 | Nicolas Rossolimo                                              | Imre Koenig                                                                        |
| 25      | 1949-1950 | László Szabó                                                   | Nicolas Rossolimo                                                                  |
| 26      | 1950-1951 | Wolfgang Unzicker                                              | Nicolas Rossolimo Albéric O'Kelly Harry Golombek                                   |
| 27      | 1951-1952 | Svetozar Gligorić                                              | Daniel Yanofsky                                                                    |
| 28      | 1952-1953 | Harry Golombek Antonio Medina Jonathan Penrose Daniel Yanofsky |                                                                                    |
| 29      | 1953-1954 | C. H. O'D. Alexander David Bronstein                           |                                                                                    |
| 30      | 1954-1955 | Paul Keres Vassily Smyslov                                     |                                                                                    |
| 31      | 1955-1956 | Viktor Kortchnoï Friðrik Ólafsson                              |                                                                                    |
| 32      | 1956-1957 | Svetozar Gligorić Bent Larsen                                  |                                                                                    |
| 33      | 1957-1958 | Paul Kérès                                                     | Svetozar Gligorić                                                                  |
| 34      | 1958-1959 | Wolfgang Uhlmann                                               | Lajos Portisch                                                                     |
| 35      | 1959-1960 | Svetozar Gligorić                                              | Youri Averbakh Wolfgang Uhlmann                                                    |
| 36      | 1960-1961 | Svetozar Gligorić                                              | Igor Bondarevski                                                                   |
| 37      | 1961-1962 | Mikhaïl Botvinnik                                              | Svetozar Gligorić                                                                  |
| 38      | 1962-1963 | Svetozar Gligorić Alexandre Kotov                              |                                                                                    |
| 39      | 1963-1964 | Mikhaïl Tal                                                    | Svetozar Gligorić                                                                  |
| 40      | 1964-1965 | Paul Kérès                                                     | Florin Gheorghiu Svetozar Gligorić                                                 |
| 41      | 1965-1966 | Boris Spassky Wolfgang Uhlmann                                 |                                                                                    |
| 42      | 1966-1967 | Mikhaïl Botvinnik                                              | Wolfgang Uhlmann                                                                   |
| 43      | 1967-1968 | Florin Gheorghiu Vlastimil Hort Leonid Stein Alekseï Souétine  |                                                                                    |
| 44      | 1968-1969 | Vassily Smyslov                                                | Svetozar Gligorić                                                                  |
| 45      | 1969-1970 | Lajos Portisch                                                 | Wolfgang Unzicker Svetozar Gligorić                                                |
| 46      | 1970-1971 | Lajos Portisch                                                 | Svetozar Gligorić Vlastimil Hort Nikolaï Kroguious Peter Markland Wolfgang Uhlmann |
| 47      | 1971-1972 | Anatoli Karpov Viktor Kortchnoï                                |                                                                                    |
| 48      | 1972-1973 | Bent Larsen                                                    | Wolfgang Uhlmann                                                                   |
| 49      | 1973-1974 | Guennadi Kouzmine László Szabó Mikhaïl Tal Jan Timman          |                                                                                    |
| 50      | 1974-1975 | Vlastimil Hort                                                 | Guðmundur Sigurjónsson Rafael Vaganian                                             |

### 1975-2005
| Édition, année | Édition, année | Vainqueur(s)                                                | Deuxième(s)                                                          |
| -------------- | -------------- | ----------------------------------------------------------- | -------------------------------------------------------------------- |
| 51             | 1975-1976      | David Bronstein Vlastimil Hort Wolfgang Uhlmann             |                                                                      |
| 52             | 1976-1977      | Oleg Romanichine                                            | Shimon Kagan                                                         |
| 53             | 1977-1978      | Roman Dzindzichashvili                                      | Gyula Sax Tigran Petrossian                                          |
| 54             | 1978-1979      | Ulf Andersson                                               | Jonathan Speelman Istvan Csom Aleksandr Kotchiev Ievgueni Vassioukov |
| 55             | 1979-1980      | Ulf Andersson John Nunn                                     |                                                                      |
| 56             | 1980-1981      | Ulf Andersson                                               | Eugenio Torre                                                        |
| 57             | 1981-1982      | Viktor Koupreïtchik                                         | Jonathan Speelman Vassily Smyslov                                    |
| 58             | 1982-1983      | Rafael Vaganian                                             | Vladimir Kovacevic                                                   |
| 59             | 1983-1984      | Lars Karlsson Jonathan Speelman                             |                                                                      |
| 60             | 1984-1985      | Evgueny Svechnikov                                          | Stefan Djuric James Plaskett Joel Benjamin John Fedorowicz           |
| 61             | 1985-1986      | Margeir Pétursson                                           | Adrian Mikhaltchichine                                               |
| 62             | 1986-1987      | Murray Chandler Bent Larsen Smbat Lputian Jonathan Speelman |                                                                      |
| 63             | 1987-1988      | Nigel Short                                                 | Jonathan Speelman                                                    |
| 64             | 1988-1989      | Nigel Short                                                 | Viktor Kortchnoï                                                     |
| 65             | 1989-1990      | Sergueï Dolmatov                                            | Kevin Spraggett Predrag Nikolic                                      |
| 66             | 1990-1991      | Ievgueni Bareïev                                            | Murray Chandler                                                      |
| 67             | 1991-1992      | Ievgueni Bareïev                                            | Simen Agdestein                                                      |
| 68             | 1992-1993      | Judit Polgár Ievgueni Bareïev                               |                                                                      |
| 69             | 1993-1994      | John Nunn                                                   | Michal Krasenkow                                                     |
| 70             | 1994-1995      | Thomas Luther                                               | John Nunn                                                            |
| 71             | 1995-1996      | Stuart Conquest Aleksandr Khalifman Bogdan Lalić            |                                                                      |
| 72             | 1996-1997      | Mark Hebden John Nunn Eduardas Rozentalis                   |                                                                      |
| 73             | 1997-1998      | Matthew Sadler                                              | Éloi Relange Eduardas Rozentalis                                     |
| 74             | 1998-1999      | Ivan Sokolov                                                | Matthew Sadler John Emms Jonathan Speelman                           |
| 75             | 1999-2000      | Emil Sutovsky                                               | Alekseï Dreïev Jonathan Speelman                                     |
| 76             | 2000-2001      | Stuart Conquest Krishnan Sasikiran                          |                                                                      |
| 77             | 2001-2002      | Alexei Barsov Pentala Harikrishna Krishnan Sasikiran        |                                                                      |
| 78             | 2002-2003      | Peter Heine Nielsen                                         | Keith Arkell Alexei Barsov Pentala Harikrishna                       |
| 79             | 2003-2004      | Vassílios Kotroniás Jonathan Rowson                         |                                                                      |
| 80             | 2004-2005      | Vladimir Belov(tournoi à élimination directe)               | Bartosz Socko (finaliste)                                            |

### Depuis 2005: HastingsMasters, système suisse
Depuis 2005, le tournoi premier est organisé suivant le système suisse.
En 2008, après l'édition 2007-2008, le magazine Europe Échecs parle d'« insolente décadence » à propos de ce tournoi. Expliquant qu'il était autrefois considéré comme « « LE » tournoi légendaire par excellence » comparable à celui de Wimbledon au tennis, le magazine note que cette édition comptant 103 participants avait le niveau « d'un bon open régional », ne comptant notamment aucun Grand maître international à plus de 2 600 points Elo. Il fut remporté cette année-là par le numéro un belge, Vadim Malakhatko (avec  le meilleur Elo du tournoi : 2 596), Nidjat Mamedov (Elo 2 565) et Valeri Neverov (Elo 2 558).
| Édition      | Année        | Vainqueur(s)                                                                                              | Marque   | Joueurs |
| ------------ | ------------ | --- | -------- | ------- |
| 81           | 2005-2006    | Valeri Neverov                                                                                            | 8 / 10   | 104     |
| 82           | 2006-2007    | Merab Gagounachvili Valeri Neverov                                                                        | 7 / 9    | 96      |
| 83           | 2007-2008,   | Vadim Malakhatko Nidjat Mamedov Valeri Neverov                                                            | 7,5 / 9  | 102     |
| 84           | 2008-2009    | Igor Kournossov                                                                                           | 7,5 / 9  | 104     |
| 85           | 2009-2010    | Andrei Istrățescu Romain Édouard David Howell Mark Hebden                                                 | 7 / 9    | 108     |
| 86           | 2010-2011    | Deep Sengupta Arghyadip Das                                                                               | 7 / 9    | 103     |
| 87           | 2011-2012,   | Wang Yue                                                                                                  | 7,5 / 9  | 118     |
| 88           | 2012-2013    | Gawain Jones                                                                                              | 7,5 / 10 | 88      |
| 89           | 2013-2014    | Mikheil Mtchedlichvili Igor Khenkin Ma Qun Mark Hebden Jahongir Vakhidov Justin Sarkar Jovica Radovanovic | 6,5 / 9  | 96      |
| 90           | 2014-2015    | Zhao Jun                                                                                                  | 8 / 9    | 107     |
| 91           | 2015-2016    | Aleksander Miśta Jahondir Vakhidov                                                                        | 7 / 9    | 88      |
| 92           | 2016-2017    | Deep Sengupta                                                                                             | 7 / 9    | 99      |
| 93           | 2017-2018    | Deep Sengupta Lou Yiping                                                                                  | 7 / 9    | 86      |
| 94           | 2018-2019    | Oleg Korneïev Šarūnas Šulskis Daniel Gormally Martin Petrov Aleksandr Tcherniaïev Conor Murphy            | 7 / 9    | 87      |
| 95           | 2019-2020    | Magesh Chandran Panchanathan (en)                                                                         | 7,5 / 9  | 110     |
| janvier 2021 | janvier 2021 | David Howell(tournoi fermé à cadence rapide sur Internet)                                                 | 9 / 11   | 12      |
| 96           | 2022-2023    | Šarūnas Šulskis                                                                                           | 8 / 10   | 95      |
| 97           | 2023-2024    | Abhijeet Gupta                                                                                            | 7,5/9    | 104     |
| 98           | 2024-2025    | Xue Haowen                                                                                                | 7/9      | 112     |

## Palmarès des tournois d'été
| Année | Vainqueur                           | Deuxième(s) | Troisième(s) | Joueurs |
| ----- | ----------------------------------- | --- | --- | ------- |
| 1895  | Harry Nelson Pillsbury (États-Unis) | Mikhaïl Tchigorine | Emanuel Lasker | 23      |
| 1919  | José Raúl Capablanca (Cuba)         | Borislav Kostić | George Alan Thomas Frederick Yates | 12      |
| 1922  | Alexandre Alekhine (Russie)         | Akiba Rubinstein | Efim Bogoljubov George Alan Thomas | 6       |
| 1995  | Suat Atalik (Turquie)               | Sept joueurs ex æquo : Vladimir Malaniouk, Alexander Onischuk, Noukhim Rachkovski, Chris Ward, Jonathan Parker, Aaron Summerscale, Matthew Turner | Sept joueurs ex æquo : Vladimir Malaniouk, Alexander Onischuk, Noukhim Rachkovski, Chris Ward, Jonathan Parker, Aaron Summerscale, Matthew Turner | 90      |

### Tournoi de 1895

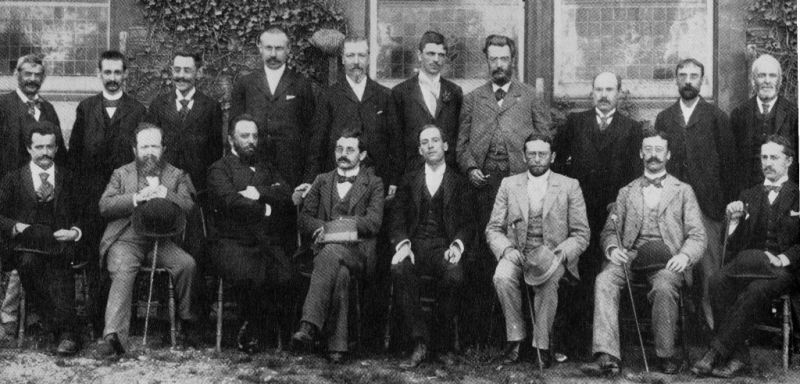
Les participants au tournoi de Hastings en 1895. Parmi eux, deux champions du monde, Wilhelm Steinitz et Emanuel Lasker.

Le tournoi de Hastings 1895 est considéré comme l'un des plus forts tournoi de l'histoire des échecs. C'était l'un des premiers à inclure tous les meilleurs joueurs du monde, y compris l'ancien champion du monde Wilhelm Steinitz, le champion en titre Emanuel Lasker, Mikhaïl Tchigorine, Siegbert Tarrasch, Carl Schlechter, Joseph Henry Blackburne, David Janowski et d'autres. Le résultat de ce tournoi toutes-rondes de 22 rondes fut une surprise, l'Américain Harry Nelson Pillsbury le remportant avec 16,5 alors que c'était son premier tournoi international.

### Tournoi de 1919
Le douzième congrès de la fédération britannique (Britisch Chess Congress), organisé à Hastings en 1919, est surnommé tournoi de la Victoire, car c'est le premier tournoi qui s'est tenu après la victoire alliée de la Première Guerre mondiale. Les participants sont britanniques pour la plupart, mais le tournoi est dominé par le Cubain José Raúl Capablanca (en passe d'être champion du monde), qui marque 10,5 points sur 11 et par le Yougoslave Borislav Kostić qui termine deuxième avec 9,5/11. George Alan Thomas et Frederick Yates sont 3e-4e ex æquo avec 7 points.

### Tournoi de 1922
Le tournoi de 1922 est un tournoi à deux tours avec  Alexandre Alekhine, Akiba Rubinstein, Efim Bogoljubov, Siegbert Tarrasch, George Alan Thomas et Frederick Yates. Capablanca et Lasker sont invités mais ne peuvent pas y participer. Le tournoi est caractérisé par un contrôle de temps plus lent que l'habitude britannique, avec 17 coups à l'heure au lieu de 20 coups à l'heure. Le tournoi reste indécis jusqu'à la dernière ronde. Bogoljubov perd toutes ses parties contre les vainqueurs, Alekhine et Rubinstein. Rubinstein a besoin d'une victoire à la dernière ronde contre Thomas pour partager la première place, mais n'obtient que la nulle. Alekhine remporte l'épreuve avec 7,5, Rubinstein est deuxième avec 7, Bogoljubov et Thomas sont 3e-4e.

### Tournoi de 1995
Le tournoi de maîtres d'août 1895 était un open disputé selon un système suisse en neuf rondes.